# 검은 야광주
"검은 야광주"는 한국에서 제작된 장일호 감독의 1974년 영화이다. 리칭 등이 주연으로 출연하였고 신태선 등이 제작에 참여하였다.

## 출연

### 주연
- 리칭
- 이승룡
- 김무영